# Lithobiidae
Famille
Les Lithobiidae sont une famille d'arthropodes myriapodes de l'ordre des Lithobiomorpha.

## Liste des genres
Selon Catalogue of Life (23 juillet 2025) :
- Alaskobius Chamberlin, 1946
- Anodonthobius Matic, 1983
- Archethopolys Chamberlin, 1925
- Arebius Chamberlin, 1916
- Arenobius Chamberlin, 1912
- Arkansobius Chamberlin, 1938
- Atethobius Chamberlin, 1915
- Australobius Chamberlin, 1920
- Banobius Chamberlin, 1938
- Bothropolys Wood, 1862
- Calcibius Chamberlin & Wang, 1952
- Cerrobius Chamberlin, 1942
- Cruzobius Chamberlin, 1942
- Dakrobius Zalesskaja, 1975
- Delobius Chamberlin, 1915
- Elattobius Chamberlin, 1941
- Enarthrobius Chamberlin, 1926
- Escimobius Chamberlin, 1949
- Ethopolys Chamberlin, 1912
- Eulithobius Stuxberg, 1875
- Eupolybothrus Verhoeff, 1907
- Friobius Chamberlin, 1943
- Gallitobius Chamberlin, 1933
- Garcibius Chamberlin, 1942
- Garibius Chamberlin, 1913
- Georgibius Chamberlin, 1944
- Gonibius Chamberlin, 1925
- Gosibius Chamberlin, 1912
- Guambius Chamberlin, 1912
- Guerrobius Chamberlin, 1942
- Harpolithobius Verhoeff, 1904
- Helembius Chamberlin, 1918
- Hessebius Verhoeff, 1941
- Juanobius Chamberlin, 1928
- Kiberbius Chamberlin, 1916
- Labrobius Chamberlin, 1915
- Liobius Chamberlin & Mulaik, 1940
- Lithobius Leach, 1814
- Llanobius Chamberlin & Mulaik, 1940
- Lobochaetotarsus Verhoeff, 1934
- Lophobius Chamberlin, 1922
- Malbius Chamberlin, 1943
- Mayobius Chamberlin, 1943
- Metalithobius Chamberlin, 1910
- Mexicobius Chamberlin, 1915
- Mexicotarsus Verhoeff, 1934
- Monotarsobius Verhoeff, 1905
- Nadabius Chamberlin, 1913
- Nampabius Chamberlin, 1913
- Neolithobius Stuxberg, 1875
- Nipponobius Chamberlin, 1929
- Nothembius Chamberlin, 1916
- Nuevobius Chamberlin, 1941
- Oabius Chamberlin, 1913
- Ottobius Chamberlin, 1952
- Paitobius Chamberlin, 1912
- Pampibius Chamberlin, 1922
- Paobius Chamberlin, 1916
- Pholobius Chamberlin, 1940
- Photofugia
- Physobius Chamberlin, 1945
- Planobius Chamberlin & Wang, 1952
- Pleurolithobius Verhoeff, 1899
- Pokabius Chamberlin, 1912
- Popobius Chamberlin, 1941
- Pseudolithobius Stuxberg, 1875
- Pterygotergum Verhoeff, 1934
- Schizotergitius Verhoeff, 1930
- Serrobius Causey, 1942
- Shosobius Chamberlin & Wang, 1952
- Simobius Chamberlin, 1922
- Sonibius Chamberlin, 1912
- Sotimpius Chamberlin, 1912
- Sozibius Chamberlin, 1912
- Taiyubius Chamberlin, 1912
- Texobius Chamberlin & Mulaik, 1940
- Tidabius Chamberlin, 1913
- Tigobius Chamberlin, 1916
- Tropobius Chamberlin, 1943
- Typhlobius Chamberlin, 1922
- Uncobius Chamberlin, 1943
- Vulcanbius Chamberlin, 1944
- Watobius Chamberlin, 1911
- Zinapolys Chamberlin, 1912
- Zygethopolys Chamberlin, 1925

## Systématique
Le nom valide de ce taxon est Lithobiidae Newport, 1844.
Lithobiidae a pour synonyme :
- Gosibiidae